# Château de Trovern
Le château de Trovern est un édifice situé à Guidel, en France.

## Situation
Le château est situé sur le territoire de la commune de Guidel, au lieu-dit Trovern, dans le département du Morbihan, en région Bretagne.

## Description
Le château, enduit, est couvert d'un toit à longs pans et pignon découvert. La tour d'escalier postérieure qui abrite l'escalier à vis en pierre et bois est couvert d'un toit à croupe. La façade nord du manoir présente pour partie une élévation à travées correspondant au dédoublement du logis au début du 20e siècle, couvert en appentis. Le logis dit château est couvert d'un toit à croupe brisée, il présente une élévation ordonnancée de type ternaire. Un escalier à retours avec jour, en charpente, est rejeté latéralement dans le logis. Les dépendances anciennes, dont, à l'est, le corps de logis de ferme, sont en moellons de granite, à l'exception d'une partie de l'élévation est de la dépendance ouest, en pierre de taille. À comble à surcroît, elles sont couvertes d'un toit à longs pans à croupes au nord, à pignon découvert au sud. La chapelle est couverte d'un toit à longs pans et pignon couvert tandis que les communs sont couverts d'un toit à longs pans et croupe.

## Histoire
Du manoir initial de Trovern ne subsiste que la tour d'escalier postérieure, probablement du XVIe siècle. Un château de la fin du  XVIIe siècle est reconstruit sur l'emplacement du manoir : le plan cadastral de 1818 fait apparaître un grand corps de logis orienté au sud avec deux ailes de retour et les deux dépendances isolées encore conservées, l'une étant le corps de logis de la ferme : elles ont été remaniées au  XIXe siècle ; la tour d'escalier conservée au  XVIIe siècle était prolongée par un appentis vers l'ouest, très remanié au XXe siècle. Seule la partie est de la façade à travées avec lucarnes à fronton témoigne de cette seconde phase de construction. En 1901, un logis dit château est construit, pour la famille de Saint-Pierre, sur l'emplacement de la partie ouest du logis. Ce dernier est alors doublé d'un appentis à l'est et une grange-remise en retour d'équerre est construite. Une chapelle et de grands communs au nord accompagnent ces nouvelles constructions.
Le  château est inscrit à l'inventaire général du patrimoine culturel.